# エボニ州

エボニ州
州の愛称: 国の塩

¹ 予備調査

エボニ州 (エボニしゅう、Ebonyi State) は、ナイジェリア南東の州でイボ人が主に住む。農業が主産業で、米、ジャガイモ、トウモロコシ、豆、キャッサバが生産されている。

## 都市
- 州都はアバカリキ (Abakaliki)。
- 2番目に主要な都市：アフィクポ
- 他の主要な都市：オヌエケ、ンカラグ、ウブル、オニチャ、イシアグ、アマシリ、オクポシ